# Гирарди, Джанкарло
Джанкарло Гирарди (итал. GianCarlo Ghirardi; 28 октября 1935, Милан — 1 июня 2018, Градо) — итальянский физик-теоретик, автор работ, посвящённых фундаментальным проблемам квантовой механики, один из авторов теории Гирарди — Римини — Вебера.

## Биография
Джанкарло Гирарди родился в 1935 году в Милане, получил образование в Миланском университете, где в 1959 году защитил докторскую диссертацию. В августе 1963 года спустя он переехал в Триест, где с 1976 года занимал пост профессора в местном университете и в течение многих лет (1981—1991, 1993—1999) возглавлял Институт теоретической физики, позже преобразованный в физический факультет. Здесь в 1964 году он познакомился со своими многолетними друзьями и соавторами Альберто Римини (итал. Alberto Rimini) и Туллио Вебером (итал. Tullio Weber). В это время их интересы фокусировались на теории рассеяния, в частности в 1973 году они дали последовательное объяснение экспоненциального закона распада квантовых частиц.
Постепенно Гирарди всё больше внимания стал уделять основаниям квантовой механики, чему способствовало посещение международной школы в Варенне, посвящённой этой теме, и знакомство с книгой Бернара д'Эспанья. Ключевой проблемой для Гирарди в последующие годы стала проблема измерения. Поскольку обычная трактовка квантовой механики никак не объясняла редукцию волновой функции, Гирарди, Римини и Вебер решили модифицировать уравнение Шрёдингера и сделать его нелинейным. На этой основе в 1984 году они предложили идею пространственной локализации волновой функции при измерении, причём эта локализации обеспечивалась присутствием в системе стохастического шума. Оказалось, что динамика системы в рамках данного подхода описывается обычным уравнением Шрёдингера для малого числа частиц и классическим образом в пределе большого числа частиц. В окончательном виде теория Гирарди — Римини — Вебера, или теория ГРВ, названная ими квантовой механикой со спонтанным коллапсом, была опубликована в июле 1986 года. Теория ГРВ, являясь примером теории с объективной редукцией волновой функции, получила широкую известность среди специалистов по квантовой механике и до сих пор продолжает развиваться.
Гирарди глубоко интересовался историей и философией науки и был одним из основателей и президентом Итальянского общества по изучению оснований физики (англ. Italian Society for the Foundations of Physics). Кроме того, учёный являлся президентом «Консорциума по физике» (итал. Consorzio per la Fisica) Университета Триеста, сотрудничал с Международным центром теоретической физики в Триесте с момента его основания и преподавал в Международной школе передовых исследований. Он также состоял в редакционном совете журналов Foundations of Physics и Studies in History and Philosophy of Modern Science.
Гирарди увлекался игрой на гитаре, а также коллекционировал банкноты с изображениями учёных. 
Учёный скончался в 2018 году в своём летнем доме в Градо.

## Награды и членства
- Член Международной академии философии науки[англ.] (2007)[4]
- «Серебряная печать» (итал. Sigillo d'argento) провинции Триест за вклад в развитие физики в регионе (2014)[5]
- Премия «Дух Абдуса Салама» (2017)[6]

## Публикации
Книги
- Fonda L., Ghirardi G.C. Symmetry principles in quantum physics. — New York: M. Dekker, 1970.
- Ghirardi G.C. Un’occhiata alle carte di Dio: gli interrogativi che la scienza moderna pone all’uomo. — Milano: Il saggiatore, 1997. Английский перевод: Ghirardi G.C. Sneaking a look at God's cards:  Unraveling the mysteries of quantum mechanics. — Princeton University Press, 2005.

Избранные статьи
- Fonda L., Ghirardi G.C., Rimini A., Weber T. On the quantum foundations of the exponential decay law // Il Nuovo Cimento A. — 1973. — Vol. 15, № 4. — P. 689-704. — doi:10.1007/BF02748082.
- Fonda L., Ghirardi G.C., Rimini A. Decay theory of unstable quantum systems // Reports on Progress in Physics. — 1978. — Vol. 41, № 4. — P. 587-631. — doi:10.1088/0034-4885/41/4/003.
- Ghirardi G.C., Rimini A., Weber T. A general argument against superluminal transmission through the quantum mechanical measurement process // Lettere al Nuovo Cimento. — 1980. — Vol. 27, № 10. — P. 293-298. — doi:10.1007/BF02817189.
- Ghirardi G.C., Rimini A., Weber T. A model for a unified quantum description of macroscopic and microscopic systems // Quantum Probability and Applications II  / Accardi L., von Waldenfels W. (eds). — Berlin, Heidelberg: Springer, 1985. — P. 223-232. — doi:10.1007/BFb0074474.
- Ghirardi G.C., Rimini A., Weber T. Unified dynamics for microscopic and macroscopic systems // Physical Review D. — 1986. — Vol. 34, № 2. — P. 470-491. — doi:10.1103/PhysRevD.34.470.
- Ghirardi G.C., Pearle P., Rimini A. Markov processes in Hilbert space and continuous spontaneous localization of systems of identical particles // Physical Review A. — 1990. — Vol. 42, № 1. — P. 78-89. — doi:10.1103/PhysRevA.42.78.
- Ghirardi G.C., Grassi R., Rimini A. Continuous-spontaneous-reduction model involving gravity // Physical Review A. — 1990. — Vol. 42, № 3. — P. 1057-1064. — doi:10.1103/PhysRevA.42.1057.
- Ghirardi G.C., Grassi R., Pearle P. Relativistic dynamical reduction models: General framework and examples // Foundations of Physics. — 1990. — Vol. 20, № 11. — P. 1271-1316. — doi:10.1007/BF01883487.
- Ghirardi G.C., Grassi R., Benatti F. Describing the macroscopic world: Closing the circle within the dynamical reduction program // Foundations of Physics. — 1995. — Vol. 25, № 1. — P. 5-38. — doi:10.1007/BF02054655.
- Ghirardi G.C., Marinatto L., Weber T. Entanglement and Properties of Composite Quantum Systems: A Conceptual and Mathematical Analysis // Journal of Statistical Physics. — 2002. — Vol. 108, № 1-2. — P. 49-122. — doi:10.1023/A:1015439502289. — arXiv:quant-ph/0109017.
- Bassi A., Ghirardi G.C. Dynamical reduction models // Physics Reports. — 2003. — Vol. 379, № 5-6. — P. 257-426. — doi:10.1016/S0370-1573(03)00103-0. — arXiv:quant-ph/0302164.
- Ghirardi G.C., Marinatto L. General criterion for the entanglement of two indistinguishable particles // Physical Review A. — 2004. — Vol. 70, № 3. — P. 012109. — doi:10.1103/PhysRevA.70.012109. — arXiv:quant-ph/0401065.